# William Carvalho
William Silva de Carvalho (født 7. april 1992 i Luanda, Angola) er en angolansk født portugisisk fodboldspiller (defensiv midtbane). Han spiller hos Sporting Lissabon i Primeira Liga.
William spillede størstedelen af sin ungdomskarriere hos Sporting, og fik i 2011 sin seniordebut for holdet i en ligakamp mod Vitória. Han har to gange været udlejet, den ene gang til Cercle Brugge i Belgien.

## Landshold
William står (pr. december 2022) noteret for 80 kampe for Portugals landshold, som han debuterede for 19. november 2013 i en VM-kvalifikationskamp på udebane mod Sverige. Inden da havde han også repræsenteret sit land på adskillige U-landshold.
William var en del af den portugisiske trup til VM 2014 i Brasilien, EM 2016 i Frankrig VM 2018 i Rusland og VM 2022 i Qatar.